# تشاك هنري
تشاك هنري (بالإنجليزية: Chuck Henry)‏ هو صحفي أمريكي، ولد في 1946 في لوس أنجلوس في الولايات المتحدة.

## وصلات خارجية
- تشاك هنري على موقع IMDb (الإنجليزية)
- تشاك هنري على موقع قاعدة بيانات الفيلم (الإنجليزية)